# Hedensbyn
Hedensbyn (Fins: Haija) is een dorp binnen de Zweedse gemeente Överkalix. Het dorp is gelegen op de westoever van de Ängesån, het ligt tegenover Norra Tallvik. De E10 loopt door het dorp.
Bestuurscentrum: Överkalix (tätort)
Tätort: Vännäsberget · Svartbyn · Tallvik
Småort: Alsån · Boheden · Gyljen · Hedensbyn · Jockfall · Lansjärv · Norra Tallvik · Nybyn
Overig: Grelsbyn · Kälvudden · Lomträsk · Räktjärv · Rödupp